# 파푸아뉴기니 키나

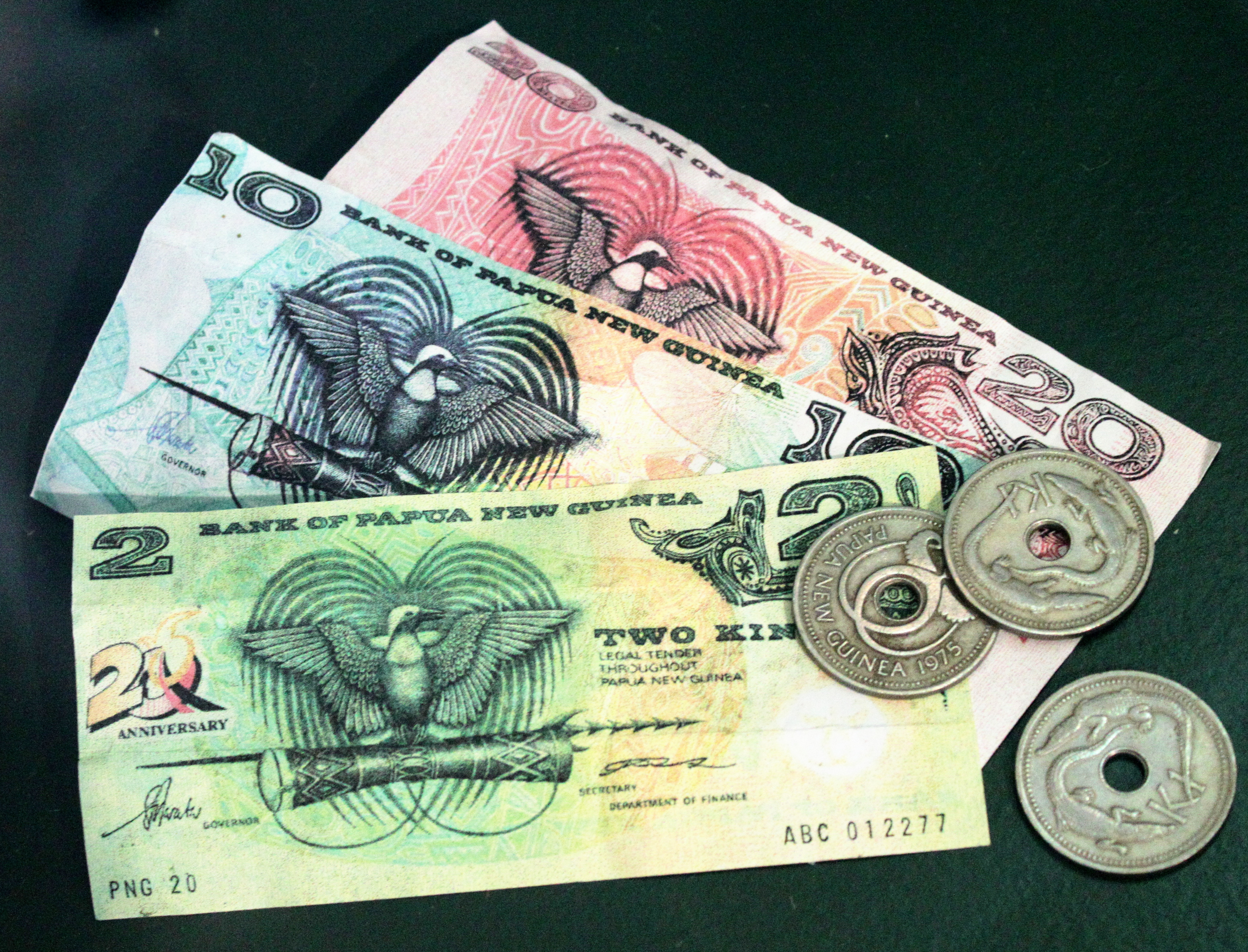

파푸아뉴기니 키나는 (ISO 4217 부호: PGK) 파푸아뉴기니의 통화이다. 1 키나는 100 토에아(toea)로 나뉜다. 키나는 1975년 4월 19일 최초로 도입되었으며 이 때부터 오스트레일리아 달러를 대체하게 되었다. 파푸아뉴기니 키나라는 이름은 전통적으로 파푸아뉴기니 제도 인근에서 화폐로 쓰던 키나 조개의 이름을 딴 것이다.
이전에 쓰였던 파푸아뉴기니의 통화를 확인하려면 뉴기니 파운드와 뉴기니 마르크를 참조하십시오.

## 동전
1975년, 1, 2, 5, 10, 20 토에아와 1 키나 동전이 도입되었다. 1 토에아 와 2 토에아 동전은 청동으로 만들어졌고, 나머지는 백동으로 만들었다. 1 키나 동전은 둥글고 중앙에 구멍이 뚫려있다.
2008년 바이메탈의 2키나 동전이 도입되었고, 1980년 50토에아 동전이 도입되었지만 이 동전은 유일하게 표준 도안 없이 기념발행 주화의 형식으로 주조된다.

## 지폐
1975년 4월 19일부터 2, 5, 10키나 지폐가 최초로 도입되면서 오스트레일리아 달러를 대체하였다. 그러나 본질적으로 화폐 단위당 화폐의 색깔 등은 유사하다. 사실 두 통화는 1976년 1월 1일까지 병행 사용이 허용되다가 이 때부터 사용이 중지되었다. 1977년 20 키나, 1990년 50 키나가 생겼고 100 키나는 2005년에 새로 생겨났다.
모든 지폐의 도안과 색감 등은 지금의 오스트레일리아 화폐와 거의 흡사하다고 볼 수 있다. 1991년부터는 5 키나를 빼고서는 종이가 아니라 폴리머 형태로 만들어지고 있다.

## 같이 보기
- 파푸아뉴기니의 경제